# Andrea Lekić
Andrea Lekić, née le 6 septembre 1987 à Belgrade est une handballeuse internationale serbe évoluant en club au poste de demi-centre.
En 2013, elle est élue meilleure handballeuse de l'année.

## Biographie
Andrea Lekić commence le handball en 1998 dans le club  d'ORK Belgrade. En 2005, à l'âge de 19 ans, elle rejoint le Radnički Belgrade avant de s'engager, un an plus tard, avec ŽRK Knjaz Miloš, où elle remporte le championne de Serbie en 2007.
À partir de l'été 2007, elle quitte la Serbie évolue dans le club slovène du RK Krim. En Slovénie, elle réalise à quatre reprises le doublé coupe-championnat. Elle s'y impose comme l'une des meilleures du monde à son poste et termine 4e de l'élection de la meilleure handballeuse de l'année en 2011, avec 18 % des votes.
Après 4 années passées dans le club slovène du RK Krim, dont elle est l'une des joueuses majeures, elle décide de rejoindre en 2011 le club hongrois de Győri ETO KC, avec l'objectif de remporter la Ligue des champions. Double championne de Hongrie en 2013 et 2014, elle atteint enfin le sommet européen avec une victoire en Ligue des champions en 2013. Cette même année, elle est élue meilleure handballeuse de l'année IHF, avec 33 % des votes
Elle s'engage à la suite avec le Vardar Skopje où elle rejoint de nombreuses joueuses stars dans une équipe montée de toutes pièces en vue de remporter la Ligue des Champions. Elle y retrouve notamment Jovanka Radičević, Julija Nikolić et Begoña Fernández,.
Avec le Vardar, elle remporte à cinq reprises le championnat de Macédoine du Nord ainsi que la coupe entre 2014 et 2018. En Ligue des champions, le Vardar Skopje atteint les demi-finales en 2014, 2015 et 2016, puis la finale en 2017 et 2018 mais échoue dans son objectif de victoire.
À compter de la saison 2018-2019, elle évolue au CSM Bucarest. Avec Bucarest, elle remporte la coupe de Roumanie en 2019. En 2020, nouveau club et nouveau pays avec le club monténégrin du Budućnost Podgorica.

## Palmarès

### En club
compétitions internationales
- vainqueur de la Ligue des champions (1) en 2013 (avec Győri ETO KC)
  - finaliste en 2012 (avec Győri ETO KC), 2017 et 2018 (avec Vardar Skopje)

compétitions nationales
- championne de Serbie (1) : 2007 (avec ŽRK Knjaz Miloš)
- championne de Slovénie (4) : 2008, 2009, 2010 et 2011 (avec RK Krim)
- championne de Hongrie (2) : 2012 et 2013 (avec Győri ETO KC)
- championne de Macédoine du Nord (5) : 2014, 2015, 2016, 2017 et 2018 (avec Vardar Skopje)
- vainqueur de la coupe de Slovénie (4) : 2008, 2009, 2010 et 2011(avec RK Krim)
- vainqueur de la coupe de Hongrie (2) : 2012 et 2013 (avec Győri ETO KC)
- vainqueur de la coupe de Macédoine du Nord (5) : 2014, 2015, 2016, 2017 et 2018 (avec Vardar Skopje)
- vainqueur de la coupe de Roumanie (1) : 2019 (avec CSM Bucarest)

### En sélection
Championnat du monde
- vice-championne du monde en 2013 en Serbie avec la Serbie

Championnat d'Europe
- 4e place au championnat d'Europe 2012, Serbie[7]

### Distinctions individuelles
- élue meilleure handballeuse de l'année IHF en 2013[3]
- élue meilleure demi-centre du championnat d'Europe 2012 [8]
- 3e meilleure marqueuse de la Ligue des champions 2008-2009[9]
- élue meilleure handballeuse serbe (3) : 2008, 2009, 2010[10]
- élue meilleure handballeuse des Balkans (2) : 2009, 2010[10]